# Meislův nájemní dům
Činžovní dům Na Belánce čp. 6 je nejlépe dochovanou stavbou plzeňského architekta Lea Meisla. Nachází se v obytném bloku na plzeňském Jižním Předměstí. Od 11. listopadu 2004 je chráněn jako kulturní památka.

## Historie a popis
Leo Meisl je také autorem opodál stojícího činžovního a obchodního domu Josefa Špačka staršího, který byl vystavěn roku 1935 ve velmi atypickém stylu emocionálního funkcionalismu. První projekt nájemního domu pro parcelu Na Belánce čp. 6 byl Meislem vypracován již roku 1936 a obsahoval základní koncepci pro hlavní trojdílné průčelí, ve středové části s kruhovými okny do schodišťové haly a po stranách s černým keramickým obkladem, i pro dvorní fasádu s monumentálními balkony a jednoduchou omítkou.

Krátce poté co stavební firma Tomáše Keclíka začala s prvními přípravnými pracemi, odkoupil Meisl od tehdejší majitelky Zdenky Ledererové celý pozemek a stavbu svěřil Otakaru Prokopovi. Původní návrh v nuancích pozměnil (např. středový pás s kulatými okny zaklenul do stavby) a v roce 1938 pětipodlažní stavbu s 22 jednopokojovými byty dokončil. Na každém patře byly situovány čtyři byty, obytné podkroví pod pultovou střechou skrývalo dvě protilehlé bytové jednotky s trojdílnými okny, jež byla užita ještě v přízemí. Do ostatních podlaží byla vsazena francouzská okna, opatřená bílými keramickými obklady. Architektonicky byl pojat i interiér společných schodišťových prostor, kam Meisl umístil trubkovité zábradlí a okna ve dveřích osobního výtahu stylizoval do kulatých tvarů, což mělo evokovat lodní kajuty.

Meislovým záměrem bylo vystavět na sousední parcele čp. 8 zrcadlově koncipovanou budovu, k jejíž realizace nedošlo.